# Notomastus agassizii
Notomastus agassizii är en ringmaskart som beskrevs av McIntosh 1885. Notomastus agassizii ingår i släktet Notomastus och familjen Capitellidae. Inga underarter finns listade i Catalogue of Life.